# Paix dans le pays, paix dans le monde
Ne doit pas être confondu avec paix dans le monde.
 (juillet 2013).
Si vous disposez d'ouvrages ou d'articles de référence ou si vous connaissez des sites web de qualité traitant du thème abordé ici, merci de compléter l'article en donnant les références utiles à sa vérifiabilité et en les liant à la section « Notes et références ».
« Yurtta sulh, cihanda sulh » en turc a été prononcé par Mustafa Kemal Atatürk au peuple turc pour la première fois le 20 avril 1931 durant son manifeste de vote, c'est devenu la devise de la Turquie.
« Je suppose que cette phrase concise suffit à exprimer la politique générale et stable du Parti républicain : nous travaillons pour, la paix dans le pays, la paix dans le monde. »
Ce principe figure dans les constitutions de 1961 et de 1982 et représente la politique extérieure fondamentale de la République turque. Il comporte un caractère d'orientation dans le gouvernement de l'État et dans toute sorte d'activité étatique et est, outre une devise, une règle de droit très importante. Le principe de « paix dans le pays, paix dans le monde » vise d'une part à établir la paix et la tranquillité intérieure, vivre en sécurité, et de l'autre, la paix, l'armistice et la sécurité internationale. Le principe en question est la base à la fois de la politique intérieure et extérieure.
C'est également un principe intégrant, qui énonce que nul ne peut rester neutre vis-à-vis d'un malaise quelconque dans le monde en considérant que le monde entier y est impliqué. « Paix dans le pays, la paix dans le monde » symbolisent aussi, au sens large et répandu, l'expression technique de « sécurité collective », défense et continuité de la paix internationale.
La variante contemporaine de Yurtta sulh, cihanda sulh en turc est Yurtta barış, dünyada barış.